# Frank Dicksee
Frank Dicksee (Londres, 27 de novembre de 1853 - 17 d'octubre de 1928), també conegut com a Sir Frank Francis Bernard Dicksee o Sir Francis Bernard Dicks, fou un pintor victorià i il·lustrador anglès, conegut per les seves pintures de literatura dramàtica, històrica i d'escenaris de llegendes. En la seva obra destaquen, també, retrats de dones.
Membre d'una família d'artistes, va rebre, en un primer moment, formació de mans del seu pare. En 1870, amb tan sols 17 anys, es va inscriure en la Royal Academy of Arts. Ben aviat, en 1891, fou escollit membre de l'Acadèmia. Entre els seus professors es troben els famosos acadèmics Frederic Leighton (1830-1896) i John Everett Millais (1829-1896). Amb 20 anys, va proposar, amb gran escàndol entre els seus compatriotes, que es permetés l'estudi del model viu a les dones que seguien els ensenyaments de Pintura i Escultura. El seu èxit va començar aviat, ja que en 1924 es convertí en el president de l'Royal Academy of Arts, càrrec que ostentaria fins a 1928, i en 1925 va ser nomenat cavaller. En 1896 ja havia quedat en tercera posició en l'elecció de president de l'Acadèmia. En 1927 va ser nomenat membre de la Reial Orde Victorià per part del rei Jordi V del Regne Unit. Dicksee, que va néixer en el moment en què el moviment prerrafaelista començava a fer sentir la seva presència a Gran Bretanya i que va heretar el seu esperit romàntic, va arribar a ser un dels artistes més populars de finals del segle xix. Aquesta influència del Prerafaelitisme queda força patent en les seves publicacions de dibuixos a La Ilustración Ibérica, una prestigiosa revista de l'època.
Tot i que en un primer moment va ser rebut amb fortes crítiques, una de les seves obres més destacades, conegudes i admirades de la seva producció artística va ser "Romeu i Julieta" (1884). En aquesta pintura es presenta la separació de Romeu i Julieta després de la seva nit de noces, que finalment serà l'última vegada que es veurien junts amb vida. La pintura transmet perfectament la tendresa i la passió d'un moment commovedor, quan Romeu diu: "Adéu, adéu! Un petó, i vaig a baixar".
Una de les representacions principals en l'obra de Dicksee és la potenciació i la naturalesa de la diferència de gènere. Alguns autors han vist, però, en alguns dels seus discursos, des de l'Acadèmia, i en part de la seva obra pictòrica un cert rerefons d'ideologia racista i sexista.

## Galeria

Obres de Frank Dicksee
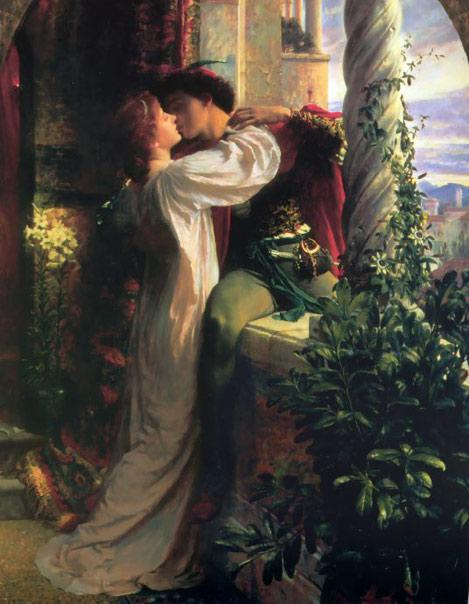
Romeu i Julieta, 1884
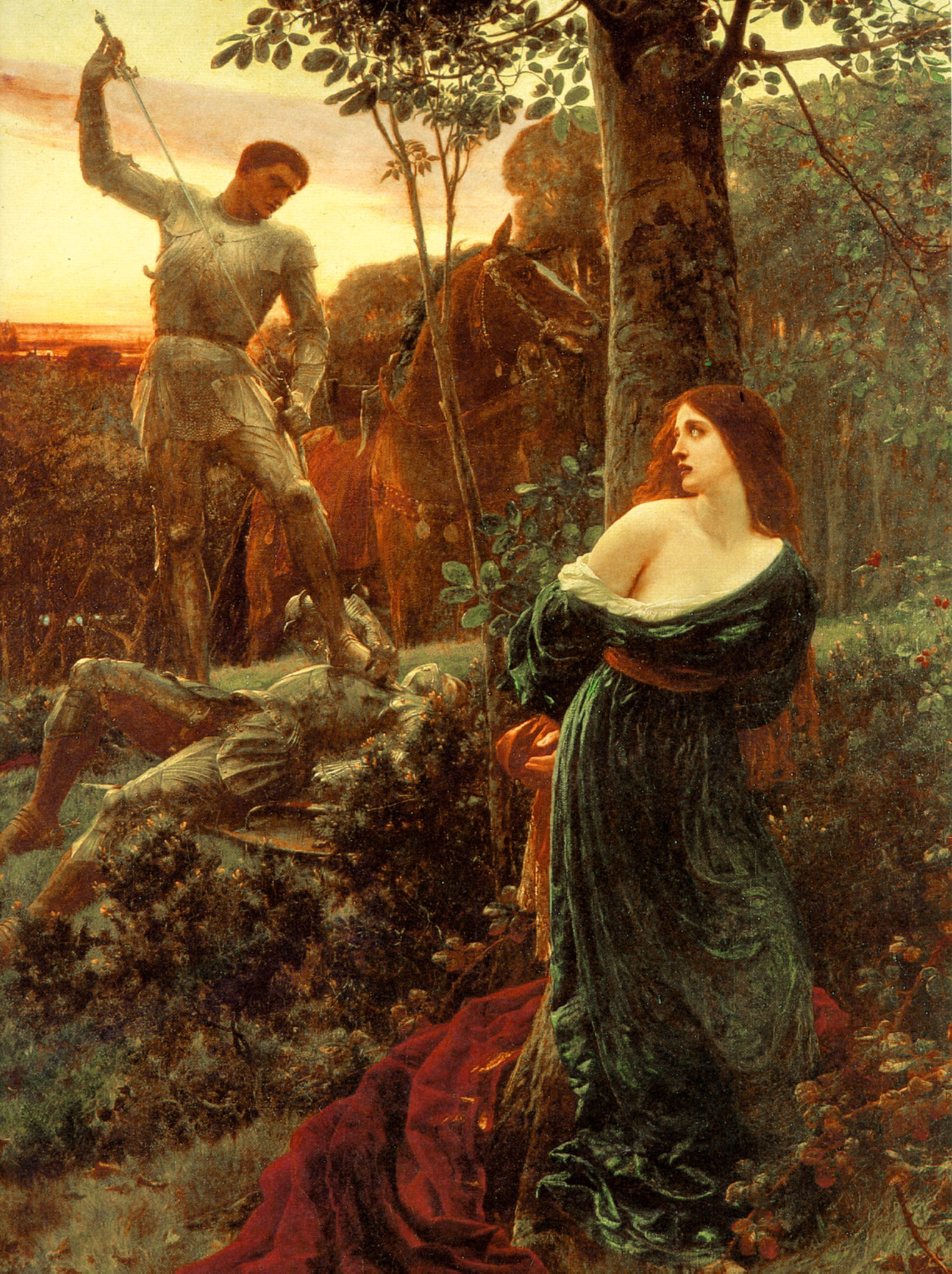
Cavallerositat, 1885
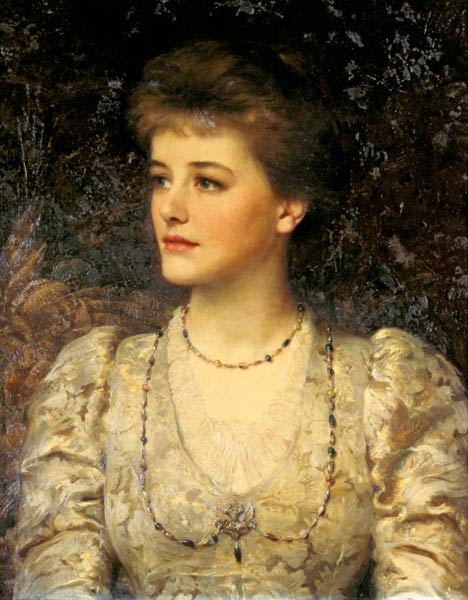
Lady Palmer
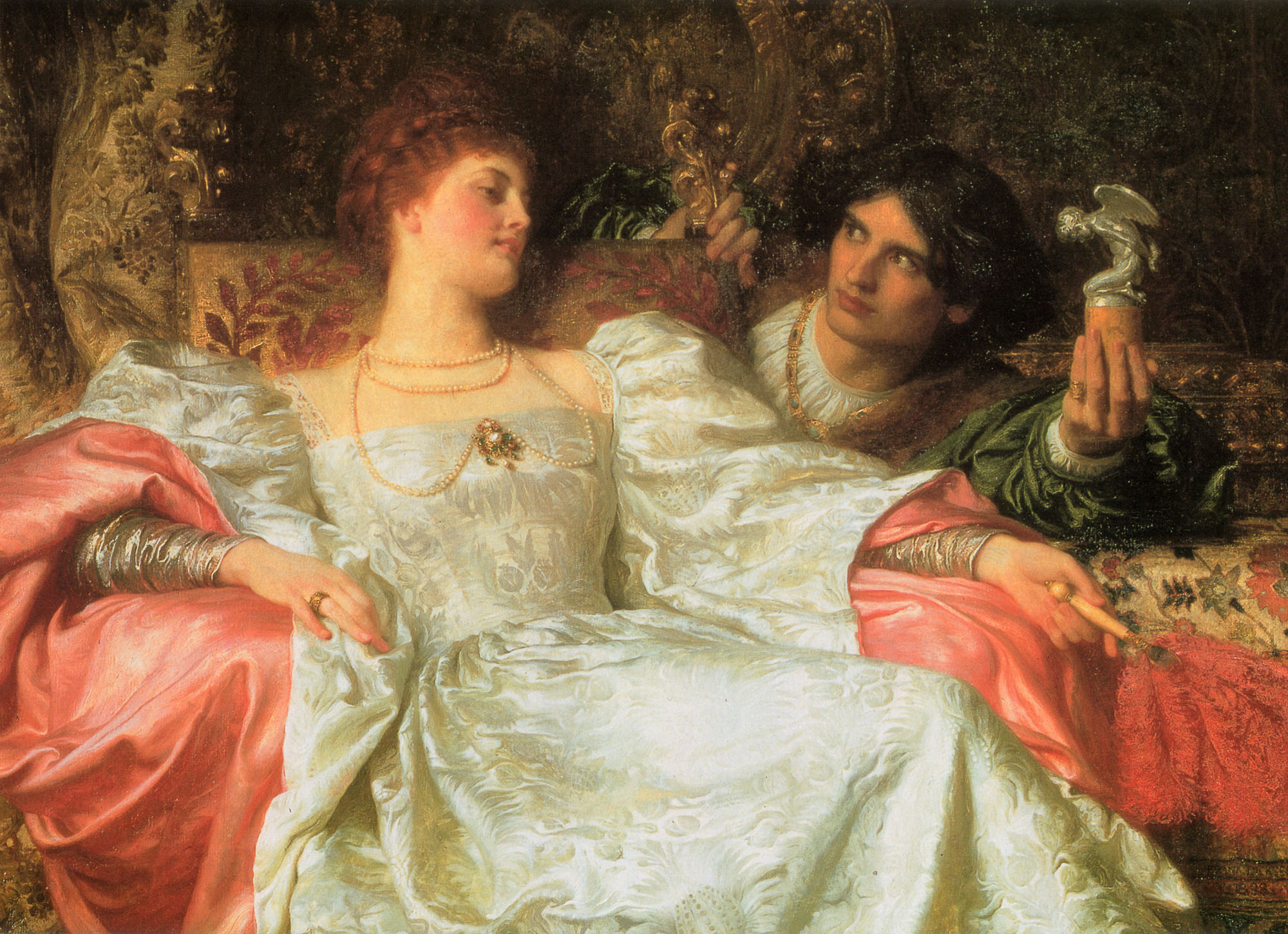
Ofrena
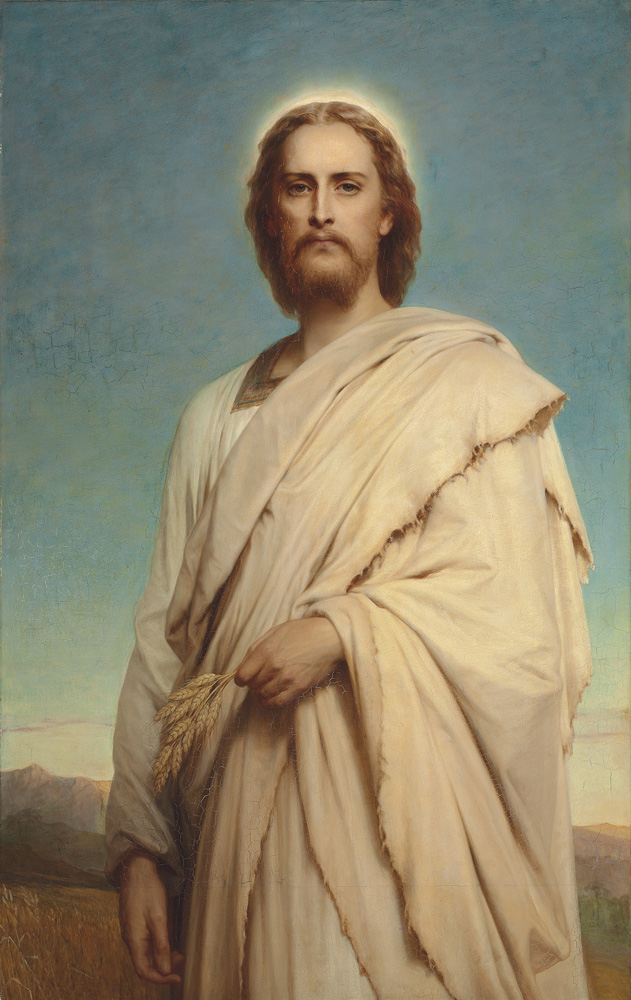
El Crist del camp de blat de moro, 1888
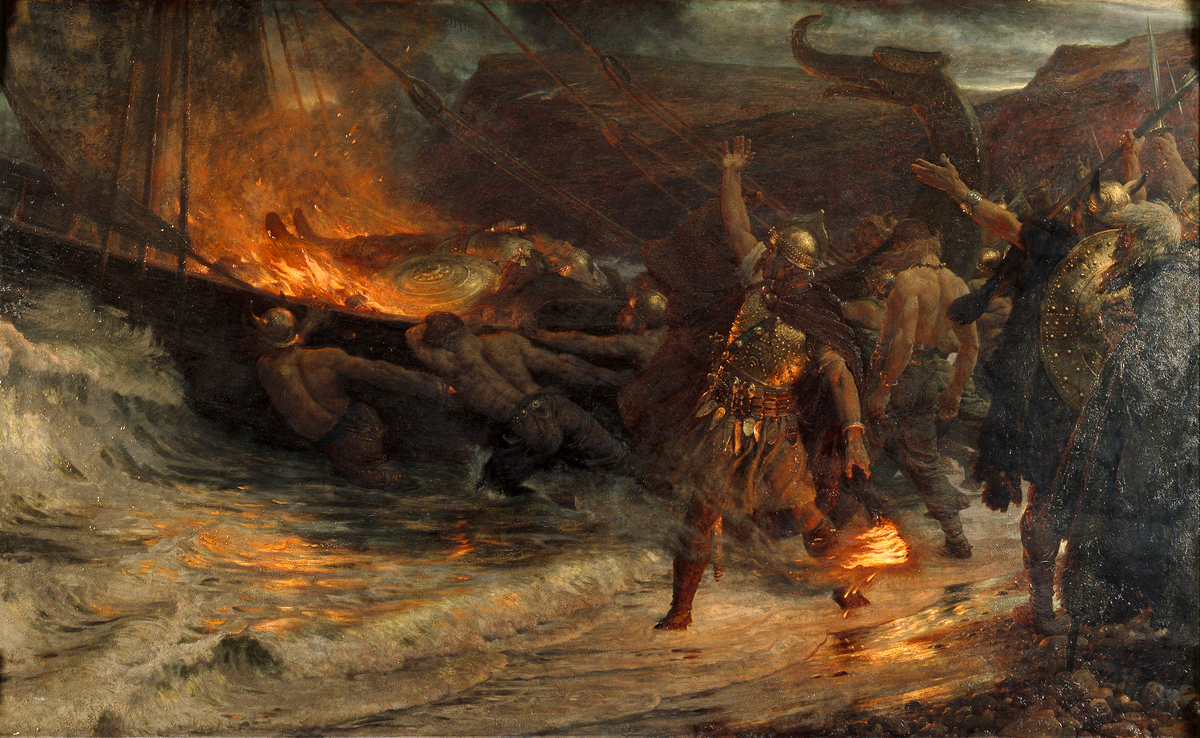
El funeral d'un viking, 1893
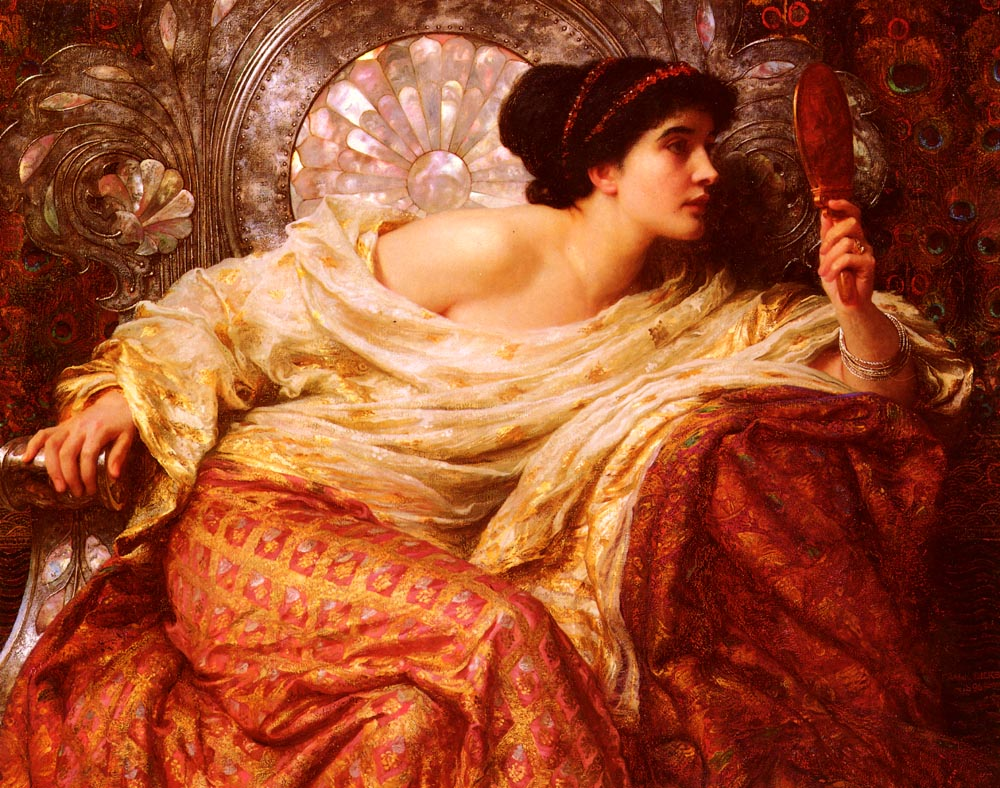
El mirall, 1896
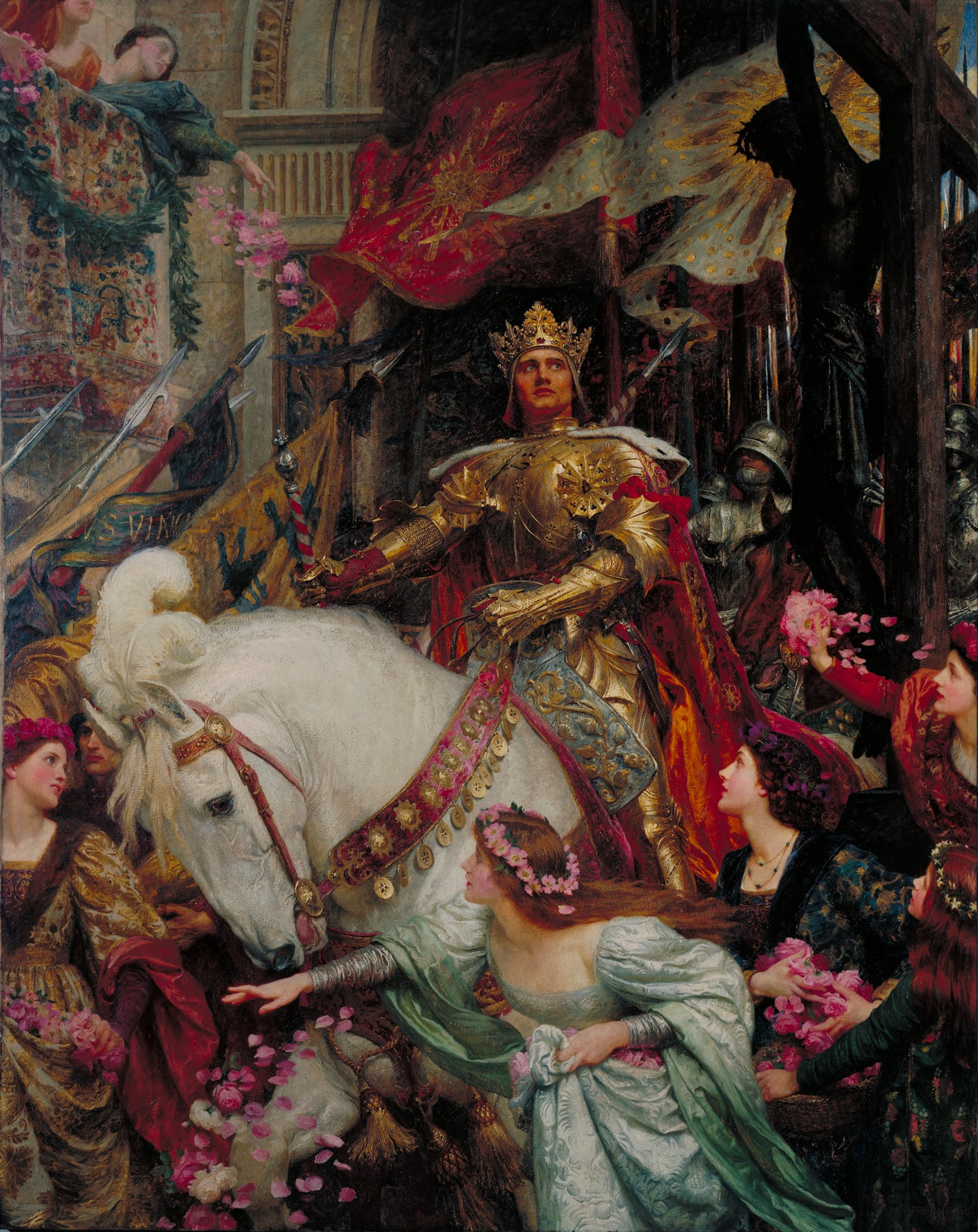
Les dues corones, 1900